# 류재수
류재수(柳在洙, 1964년 4월 14일 ~ )은 대한민국의 경상남도 제6·7·8대 경상남도 진주시의원이다.

## 학력
- 1983.03 ~ 1986.02 대동기계공업고등학교 졸업

## 경력
- 2010.07 ~ 2014.06 제6대 경상남도 진주시의회 의원
- 2010.07 ~ 2012.07 제6대 경상남도 진주시의회 전반기 경제건설위원회 위원
- 2010.07 ~ 2012.07 제6대 경상남도 진주시의회 전반기 의회운영위원회 위원
- 2010.07 ~ 2012.07 제6대 경상남도 진주시의회 전반기 환경도시위원회 위원
- 2010.07 ~ 2012.07 제6대 경상남도 진주시의회 전반기 예산결산특별위원회 위원
- 2010.11 ~ 2010.12 제6대 경상남도 진주시의회 경제건설위원회 행정사무감사 위원
- 2011.11 ~ 2011.12 제6대 경상남도 진주시의회 경제건설위원회 행정사무감사 위원
- 2012.07 ~ 2014.06 제6대 경상남도 진주시의회 후반기 환경도시위원회 위원
- 2012.07 ~ 2014.06 제6대 경상남도 진주시의회 후반기 의회운영위원회 위원
- 2012.07 ~ 2014.06 제6대 경상남도 진주시의회 후반기 예산결산특별위원회 위원
- 2012.07 ~ 2014.06 제6대 경상남도 진주시의회 후반기 윤리특별위원회 위원
- 2012.11 ~ 2012.12 제6대 경상남도 진주시의회 환경도시위원회 행정사무감사 위원
- 2013.11 ~ 2013.12 제6대 경상남도 진주시의회 환경도시위원회 행정사무감사 위원
- 2014.07 ~ 2018.06 제7대 경상남도 진주시의회 의원
- 2014.07 ~ 2016.07 제7대 경상남도 진주시의회 전반기 환경도시위원회 위원장
- 2014.07 ~ 2016.07 제7대 경상남도 진주시의회 전반기 예산결산특별위원회 위원
- 2014.11 ~ 2015.12 제7대 경상남도 진주시의회 환경도시위원회 행정사무감사 위원장
- 2015.12 ~ 2015.12 제7대 경상남도 진주시의회 환경도시위원회 행정사무감사 위원장
- 2016.07 ~ 2018.06 제7대 경상남도 진주시의회 후반기 환경도시위원회 위원
- 2016.07 ~ 2018.06 제7대 경상남도 진주시의회 후반기 의회운영위원회 위원
- 2016.07 ~ 2018.06 제7대 경상남도 진주시의회 후반기 경제도시위원회 위원
- 2016.07 ~ 2018.06 제7대 경상남도 진주시의회 후반기 예산결산특별위원회 위원
- 2016.12 ~ 2016.12 제7대 경상남도 진주시의회 경제도시위원회 행정사무감사 위원
- 2017.06 ~ 2017.06 제7대 경상남도 진주시의회 경제도시위원회 행정사무감사 위원
- 2018.07 ~ 2022.06 제8대 경상남도 진주시의회 의원
- 2018.07 ~ 2020.07 제8대 경상남도 진주시의회 전반기 경제도시위원회 위원
- 2018.07 ~ 2020.07 제8대 경상남도 진주시의회 전반기 예산결산특별위원회 위원
- 2018.07 ~ 2020.07 제8대 경상남도 진주시의회 전반기 도시환경위원회 위원장
- 2018.09 ~ 2018.09 제8대 경상남도 진주시의회 경제도시위원회 행정사무감사 위원
- 2018.11 ~ 2018.11 제8대 경상남도 진주시의회 진주시역세권도시개발사업추진관련의혹등에대한 행정사무조사 위원
- 2019.06 ~ 2019.06 제8대 경상남도 진주시의회 도시환경위원회 행정사무감사 위원장

## 수상
- 2018 진주참여연대 제7대 진주시의회 최우수 의원

## 역대 선거 결과
|  | 22.47% |

|  | 17.55% |

|  | 12.72% |

|  | 14.84% |